# پلیزنت هیل (اورگن)
پلیزنت هیل (به انگلیسی: Pleasant Hill) یک منطقهٔ مسکونی در ایالات متحده آمریکا است که در شهرستان لین، اورگن واقع شده‌است. پلیزنت هیل ۵٬۶۶۵ نفر جمعیت دارد.